# Nyons (quận)
Quận Nyons là một quận của Pháp, nằm ở tỉnh Drôme, trong vùng Rhône-Alpes. Quận này có 7 tổng và 101 xã.

## Các đơn vị hành chính

### Các tổng
Các tổng của quận Nyons là: 
1. Buis-les-Baronnies
2. Grignan
3. Nyons
4. Pierrelatte
5. Rémuzat
6. Saint-Paul-Trois-Châteaux
7. Séderon

### Các xã
Các xã của quận Nyons, và mã INSEE là: 
| 1. Arpavon (26013)                   | 2. Aubres (26016)                      | 3. Aulan (26018)                       |
| 4. Ballons (26022)                   | 5. Barret-de-Lioure (26026)            | 6. Beauvoisin (26043)                  |
| 7. Bellecombe-Tarendol (26046)       | 8. Bouchet (26054)                     | 9. Buis-les-Baronnies (26063)          |
| 10. Bénivay-Ollon (26048)            | 11. Bésignan (26050)                   | 12. Chamaret (26070)                   |
| 13. Chantemerle-lès-Grignan (26073)  | 14. Chaudebonne (26089)                | 15. Chauvac-Laux-Montaux (26091)       |
| 16. Châteauneuf-de-Bordette (26082)  | 17. Clansayes (26093)                  | 18. Colonzelle (26099)                 |
| 19. Condorcet (26103)                | 20. Cornillac (26104)                  | 21. Cornillon-sur-l'Oule (26105)       |
| 22. Curnier (26112)                  | 23. Donzère (26116)                    | 24. Eygalayes (26126)                  |
| 25. Eygaliers (26127)                | 26. Eyroles (26130)                    | 27. Ferrassières (26135)               |
| 28. Grignan (26146)                  | 29. Izon-la-Bruisse (26150)            | 30. La Baume-de-Transit (26033)        |
| 31. La Charce (26075)                | 32. La Garde-Adhémar (26138)           | 33. La Penne-sur-l'Ouvèze (26229)      |
| 34. La Roche-sur-le-Buis (26278)     | 35. La Rochette-du-Buis (26279)        | 36. Laborel (26153)                    |
| 37. Lachau (26154)                   | 38. Le Poët-Sigillat (26244)           | 39. Le Poët-en-Percip (26242)          |
| 40. Le Pègue (26226)                 | 41. Lemps (26161)                      | 42. Les Granges-Gontardes (26145)      |
| 43. Les Pilles (26238)               | 44. Mirabel-aux-Baronnies (26182)      | 45. Mollans-sur-Ouvèze (26188)         |
| 46. Montauban-sur-l'Ouvèze (26189)   | 47. Montaulieu (26190)                 | 48. Montbrison-sur-Lez (26192)         |
| 49. Montbrun-les-Bains (26193)       | 50. Montferrand-la-Fare (26199)        | 51. Montfroc (26200)                   |
| 52. Montguers (26201)                | 53. Montjoyer (26203)                  | 54. Montréal-les-Sources (26209)       |
| 55. Montségur-sur-Lauzon (26211)     | 56. Mérindol-les-Oliviers (26180)      | 57. Mévouillon (26181)                 |
| 58. Nyons (26220)                    | 59. Pelonne (26227)                    | 60. Pierrelatte (26235)                |
| 61. Pierrelongue (26236)             | 62. Piégon (26233)                     | 63. Plaisians (26239)                  |
| 64. Pommerol (26245)                 | 65. Propiac (26256)                    | 66. Reilhanette (26263)                |
| 67. Rioms (26267)                    | 68. Rochebrune (26269)                 | 69. Rochegude (26275)                  |
| 70. Roussas (26284)                  | 71. Rousset-les-Vignes (26285)         | 72. Roussieux (26286)                  |
| 73. Réauville (26261)                | 74. Rémuzat (26264)                    | 75. Sahune (26288)                     |
| 76. Saint-Auban-sur-l'Ouvèze (26292) | 77. Saint-Ferréol-Trente-Pas (26304)   | 78. Saint-Maurice-sur-Eygues (26317)   |
| 79. Saint-May (26318)                | 80. Saint-Pantaléon-les-Vignes (26322) | 81. Saint-Paul-Trois-Châteaux (26324)  |
| 82. Saint-Restitut (26326)           | 83. Saint-Sauveur-Gouvernet (26329)    | 84. Sainte-Euphémie-sur-Ouvèze (26303) |
| 85. Sainte-Jalle (26306)             | 86. Salles-sous-Bois (26335)           | 87. Solérieux (26342)                  |
| 88. Suze-la-Rousse (26345)           | 89. Séderon (26340)                    | 90. Taulignan (26348)                  |
| 91. Tulette (26357)                  | 92. Valaurie (26360)                   | 93. Valouse (26363)                    |
| 94. Venterol (26367)                 | 95. Verclause (26369)                  | 96. Vercoiran (26370)                  |
| 97. Vers-sur-Méouge (26372)          | 98. Villebois-les-Pins (26374)         | 99. Villefranche-le-Château (26375)    |
| 100. Villeperdrix (26376)            | 101. Vinsobres (26377)                 |                                        |